# Newportia amazonica
Newportia amazonica är en mångfotingart som beskrevs av Henri W. Brölemann 1905. Newportia amazonica ingår i släktet Newportia och familjen Scolopocryptopidae. Inga underarter finns listade i Catalogue of Life.